# Катлама
Катлама́ (башк. ҡатлама,  крим. qatlama, къатлама, тат. катлама) — страва  башкирської,  кримськотатарської,  татарської і  узбецької національної кухні, м'ясний рулет, приготований на пару. Після приготування слід нарізати шматками товщиною в три сантиметри, залити топленим вершковим маслом і подати на стіл. Гостям таку страву подають рідко, так як її потрібно їсти руками. Татарська катлама різновид  мант, тому готується катлама зазвичай в мантишниці. Катлама подається до чаю.
Також існують листкові коржі, які теж називають катлама. У приготуванні дуже легкі. Для приготування знадобляться вода, борошно, сіль, жир для прошарку тіста і смаження (або лляна, гірчична, соняшникова олія). 
Сучасний варіант страви катлама набуває солодкий смак. Наприклад, катлама з маком. Таке ж тісто як і для звичайної катлами, але з додаванням маку і цукру. Такий варіант катлами зустрічається в Таджицькій кухні. 

## Інгредієнти
- Борошно
- Фарш м'ясний
- Картопля
- Ріпчаста цибуля
- Яйця курячі